# Flight of the Conchords (TV-serie)
Flight of the Conchords var en amerikansk komediserie som först sändes började sändas 17 juni 2007 på TV-kanalen HBO. Serien handlar om hur bandet Flight of the Conchords flyttar från sitt hemland Nya Zeeland till New York för att slå igenom med sin musik i Amerika. Serien slutade sändas år 2009 då den andra säsongen tog slut, och ingen ny producerades. 

## Handling
Serien följer de två nyzeeländarna Jemaine Clement och Bret McKenzie när de flyttar från sitt hemland till New York för att slå igenom med bandet Flight of the Conchords. Jamie och Bret spelar båda sig själva. Andra återkommande karaktärer är bandets manager Murray Hewitt, deras största fan Mel, samt deras vän Dave Mohumbhai. Samtliga avsnitt innehåller musik skriven och framförd av bandet. 

## Rollfigurer i urval
- Jemaine Clement - Sig själv
- Bret McKenzie - Sig själv
- Rhys Darby - Murray Hewitt
- Kristen Schaal - Mel
- Arj Barker - Dave